# Irisbus Récréo
Irisbus Récréo, označovaný také jako Irisbus New Récréo nebo Irisbus Récréo II, je model školního autobusu, který v rámci koncernu Irisbus vyráběla společnost Iveco Czech Republic Vysoké Mýto (dříve Karosa). Ve výrobě nahradil školní verze řady 900, konkrétně model Karosa Récréo. Produkce Récréí (ve třech délkových verzích) probíhala od roku 2006 do roku 2013, kdy byly nahrazeny typem Iveco Crossway ve verzi POP.

## Konstrukce
Autobusy Récréo konstrukčně vycházejí z linkového vozu Irisbus Crossway. Jedná se o dvounápravový autobus se standardně vysokou podlahou (860 mm). Hnací náprava je zadní, motor a převodovka se nacházejí v zadní části autobusu. Skelet vozu prochází kataforetickou lázní, která slouží k ochraně před korozí. Rám podvozku tvoří svařené podélníky a trubkovité příčníky. Bočnice, které jsou vytvořeny z trubkových rámů, jsou oplechovány lepenými ocelovými plechy. Přední čelo vozu je vyrobeno z lisovaného plechu, zadní tvoří plastový panel. Přední světla jsou stejná jako na autobusu Arway a nákladních vozech Iveco, zadní světla pocházela z Fiatu Dobló, avšak na konci roku 2008 došlo k lehkému faceliftu a na přepracovaném zadním panelu se objevila kulatá světla, podobná Irisbusu Arway. Zavazadlový prostor pod podlahou (mezi nápravami) má objem 3,5–6,7 m³ (pro různé délkové verze). V interiéru jsou sedačky pro cestující rozmístěny 2+2 se střední uličkou, v zadní části jsou sedadla umístěna na vyvýšené podestě. Naproti druhým dveřím se (dle přání zákazníka) může nacházet prostor pro invalidní vozík. V pravé bočnici jsou dvoje výklopné dveře. První jsou umístěny před přední nápravou (u verze 10,6M jsou jednokřídlé, u ostatních mohou být jedno- i dvoukřídlé), druhé před nápravou zadní (na přání zákazníka jedno- i dvoukřídlé).
Od Irisbusu Crossway se zvenku odlišuje pouze rozdílným lakováním zadního čela, kdy New Récréo nemá na rozdíl od Crosswaye černý rám kolem zadního okna.

## Výroba a provoz
Irisbus Récréo je určen pro přepravu školáků a byl nabízen především ve Francii.